# Московская горная академия
Московская горная академия (МГА) (1918—1930) — высшее учебное заведение Наркомпроса РСФСР для подготовки горных инженеров, по специальностям — геологическая разведка, разведочная геофизика, нефтяников, шахтеров и металлургов. Первая высшая горная школа в РСФСР. Располагалась в здании будущего Московского государственного горного университета.

## История
До 1918 года в здании находилось Городское мещанское училище.
Инициатором создания Академии и её первым ректором был бывший декан горного факультета Варшавского политехнического института Дмитрий Николаевич Артемьев.
Создание Академии было поручено организационной комиссии в составе Д. Н. Артемьева, Г. В. Ключанского, Н. М. Федоровского, М. К. Циглера и Я. Я. Энслена. Они были известными специалистами в области геологии и горного дела, ставшими впоследствии преподавателями Академии, возглавившими кафедры. Комиссия занималась оборудованием выделенного для Академии здания по Большой Калужской улице, д. 14 (ныне Ленинский проспект, 6), бывшего Мещанского училища, приглашением преподавателей, разработкой учебных планов, приёмом студентов.
Среди абитуриентов были как вчерашние школьники, так и люди, уже поработавшие на заводах, в шахтах, служившие в армии. Многим недоставало знаний, поэтому были организованы подготовительные курсы. Позднее, в 1922 году, их заменили рабфаком.
Декрет о учреждении академии на основе горного факультета Нижегородского политехнического института был подписан 4 сентября 1918 года. Торжественное открытие МГА состоялось 12 января 1919 года, с вступительной речью выступил известный геолог и писатель, академик Владимир Афанасьевич Обручев. Владимир Афанасьевич преподавал в МГА с 1920 по 1929 годы. Созданное заведение было подчинено Наркомпросу.
В сентябре 1921 года горная секция академии состояла из трёх факультетов — горнорудного, геологоразведочного и металлургического. С 1921 года Академия перешла на четырёхлетнее обучение.
В 1922 году ректором МГА становится Иван Михайлович Губкин. Первые защиты дипломных проектов состоялись в 1923 году. Доцент Евгений Владимирович Милановский проводит в Бахчисарайском районе первую геологическую практику со студентами МГА.
В 1924 году состоялся первый выпуск геологов-нефтяников, академию окончили М. М. Чарыгин, С. М. Ильинский, В. М. Барышев, А. Ю. Коган.
В декабре 1929 года, спустя 10 лет после образовании академии ей было присвоено имя Иосифа Виссарионовича Сталина. В 1929 году создаются три новых факультета — нефтяной, торфяной (на основе Московского торфяного института, созданного в 1922 году) и цветных металлов.
Труды сотрудников академии издавались в «Вестнике МГА».
Приказом ВСНХ № 1238 от 17 апреля 1930 Московская горная академия была расформирована, а на её основе создано шесть новых автономных институтов:
- Московский государственный геологоразведочный институт (МГРИ) был создан из геологоразведочного факультета МГА. Сейчас — Российский государственный геологоразведочный университет имени Серго Орджоникидзе (РГГРУ).
- Московский горный институт — образован из горнорудного факультета МГА. До 2014 года существовал как Московский горный университет. 17 марта 2014 года объединён с Национальным исследовательским технологическим университетом «МИСиС» и становится Горным институтом[15].
- Московский нефтяной институт — сейчас Российский государственный университет нефти и газа имени И. М. Губкина (РГУНГ).
- Московский институт цветных металлов и золота — в декабре 1958 года решением Совета Министров СССР институт переведён в Красноярск и переименован в Красноярский институт цветных металлов. Часть кафедр института входит в состав Московского государственного геологоразведочного института, часть — в состав Московского института стали, который после этого получил название «Московский институт стали и сплавов».
- Московский институт стали (чёрной металлургии) — сейчас Национальный исследовательский технологический университет «МИСиС».
- Московский торфяной институт — сейчас Тверской государственный технический университет.

22 апреля 1930 года ликвидационно-организационная комиссия назначила правопреемником МГА — Московский горный институт .
В 2018 г. на базе НИТУ «МИСиС» проходит масштабное празднование столетия Московской горной академии.

## Структура и руководство
В 1927 году в МГА училось 1325 студентов, обучение длилось 5 лет.
Совет академии:
От правления
- Губкин, Иван Михайлович — ректор
- Терпигорев, Александр Митрофанович — проректор по учебной части(1924—1929), профессор кафедры эксплуатации полезных ископаемых
- Завенягин, Авраамий Павлович — секретарь, проректор по административным и хозяйственным вопросам

Деканы факультетов
- Терпигорев, Александр Митрофанович — профессор кафедры эксплуатации полезных ископаемых, декан горнорудного факультета (1922—1924)
- Чижевский, Николай Прокопьевич — декан металлургического факультета, профессор
- Архангельский, Андрей Дмитриевич — декан геологоразведочного факультета, академик

От профессоров
- Бобарыков, Иван Иванович — заведующий кафедрой сопротивления материалов
- Голубятников, Дмитрий Васильевич — профессор, декан горного факультета (1924—1929)
- Гребенча, Михаил Кузьмич (1897[17]- 21.06.1948[18])[19] — профессор, математик, заведующий кафедрой высшей математики, член Московского математического общества[20][21][22]
- Наумов, Владимир Адольфович (1879—1953) — профессор, химик[23][24][25]
- Обручев, Владимир Афанасьевич — профессор, академик (1929), геолог

От преподавателей
- Мамуровский, Александр Антонович(1893—1961)[26]— минералог, петрограф[26]
- Назаров, Григорий Васильевич
- Спицын, Виктор Иванович — химик, академик (1958)
- Шатский, Николай Сергеевич — геолог-тектонист, с 1924 по 1929 г. — хранитель геологического музея Московской горной академии
- Швецов, Михаил Сергеевич — геолог-петролог, ученик А. П. Павлова

От студентов
- Варенцов, Михаил Иванович (выпуск 1929)— будущий учёный-геолог, член-корреспондент АН СССР, специалист в области нефтяных и газовых месторождений
- Голубенко, Нестор Антонович
- Красных, Иван Фёдорович
- Стамм, Соломон Маркович
- Столяр, Михаил Яковлевич

От ЦК ВСГ
- Егоров, Нолик Ананьевич
- Курасов, Яков Авилович

### Правление
- Губкин, Иван Михайлович — ректор
- Терпигорев, Александр Митрофанович — проректор
- Деричей, Евгений Григорьевич[27]— член правления
- Завенягин, Абрам Павлович — секретарь

Управление делами
- Завенягин, Абрам Павлович — управделами
- Голубенко, Нестор Антонович — заместитель управ. делами

Учебная часть
- Моцок, Дмитрий Константинович — секретарь

Хозяйственное отделение
- Голубенко, Нестор Антонович — заведующий
- Замятин, Пётр Михайлович — смотритель зданий

Бухгалтерия
- Божунов, Алексей Михайлович — заведующий

### Геологоразведочный факультет
Факультет готовил специалистов по поискам и разведкам месторождений полезных ископаемых, специальности — нефтяная, разведочная, гидрогеологическая.

## Общежитие
В 1920-е годы общежитие МГА располагалось в доме № 33, Старомонетный переулок. Комендантом общежития был Леонид Евгеньевич Миллер.
Тут жили студенты, ставшие затем руководителями советской промышленности, — И. Ф. Тевосян и В. С. Евдокимов, а также писатель А. А. Фадеев.

## Преподаватели
Геологоразведочный факультет
- Алексей Петрович Павлов[31], палеонтология, геология, академик
- Пётр Петрович Лазарев[32][33] , физика
- Заборовский Александр Игнатьевич[34][35]— разведочная геофизика
- Владимир Афанасьевич Обручев[36][37] — кафедра прикладной геологии, академик
- Георгий Фёдорович Мирчинк[38]— геология четвертичного периода
- Рязанов, Владимир Дмитриевич — разведочное дело, кафедра разведочного дела

Горный факультет
- Борис Иванович Бокий[39]
- Александр Александрович Скочинский[40] — горное дело
- Михаил Михайлович Фёдоров[41] — заведующий кафедрой горной механики и электромеханики, горное дело

Металлургический факультет
- Михаил Александрович Павлов[42] — академик, металлургия
- Иван Иванович Бобарыков[43] — механика, сопротивление материалов
- Константин Петрович Григорович[44] — заведующий кафедрой электрометаллургии
- Борис Викторович Старк (1883—1955)[45] — академик, металлургия

## Выпускники и известные студенты
- Богомолов, Герасим Васильевич[46] — советский ученый-геолог, гидролог, гидрогеолог, эколог, государственный и общественный деятель, академик. Лауреат Сталинских премий.
- Вронский, Борис Иванович — первооткрыватель месторождений полезных ископаемых Северо-Восточной Сибири, исследователь Тунгусского метеорита.
- Горев, Константин Васильевич — академик, металловед, 4-й президент НАН Беларуси[47].
- Емельянов, Василий Семёнович (1901—1988) — советский учёный и государственный деятель.
- Захаров, Евгений Евгеньевич — геолог, минералог, доктор геолого-минералогических наук, директор МГРИ.
- Котельников, Михаил Васильевич (1904—1953) — лётчик-испытатель, генерал-майор авиации[48].
- Мирчинк, Михаил Фёдорович (учился в 1920—1930 гг.) — геолог, член-корреспондент АН СССР.
- Тевосян, Иван Фёдорович (учился в 1921—1927 гг.) — советский государственный и партийный деятель, Герой Социалистического Труда.
- Фадеев (Булыга), Александр Александрович — известный советский писатель, автор книг «Разгром» и «Молодая гвардия».
- Фёдоров, Алексей Григорьевич (1911—19??) — советский военный деятель, историк, мемуарист, полковник, доктор исторических наук.
- Фёдоров, Сергей Филиппович (окончил в 1924-м) — геолог-нефтяник.
- Чижиков, Давид Михайлович (1895—1974) — советский учёный, специалист в области металлургии цветных металлов. Член-корреспондент АН СССР. Лауреат двух Сталинских премий.